# 埃托沙鹽湖

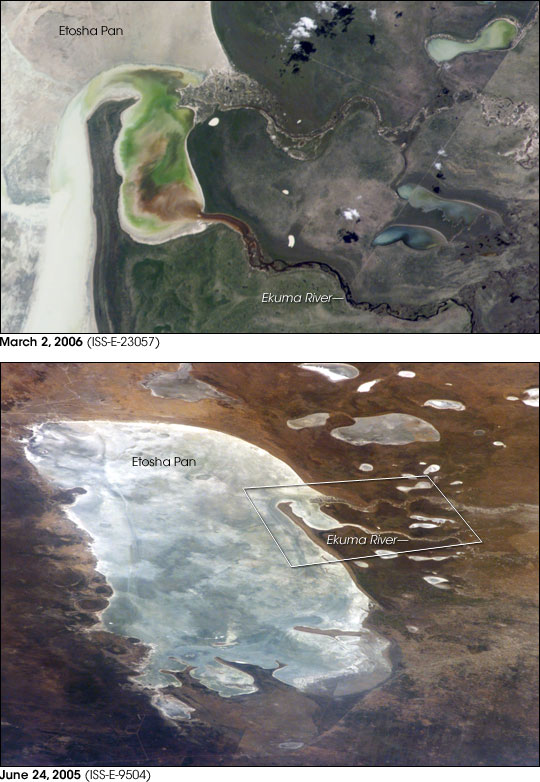
上方的圖(2006年3月)顯示了埃庫馬河注入埃托沙鹽湖的地點。河流的水不足以越過該鹽湖。下方的圖(2006年7月)為同一地點，但是在乾季拍攝的。

埃托沙鹽湖（英語：Etosha Pan，又譯為埃托沙鹽池、埃托河鹽池），是喀拉哈里沙漠中一片廣大的內流鹽湖，位處於纳米比亚北部。乾燥的湖床最大長度為120公里 (4800平方公里)。埃托沙鹽湖作为纳米比亚最大的野生动物园之一埃托沙國家公園的一部分受到纳米比亞政府的保護。在湖南端的莫便尼樹生長區，聚集了大群的大象。
该盐湖附近居住有纳米比亚40%的人口，附近几个区的人口密度也是全国最高。

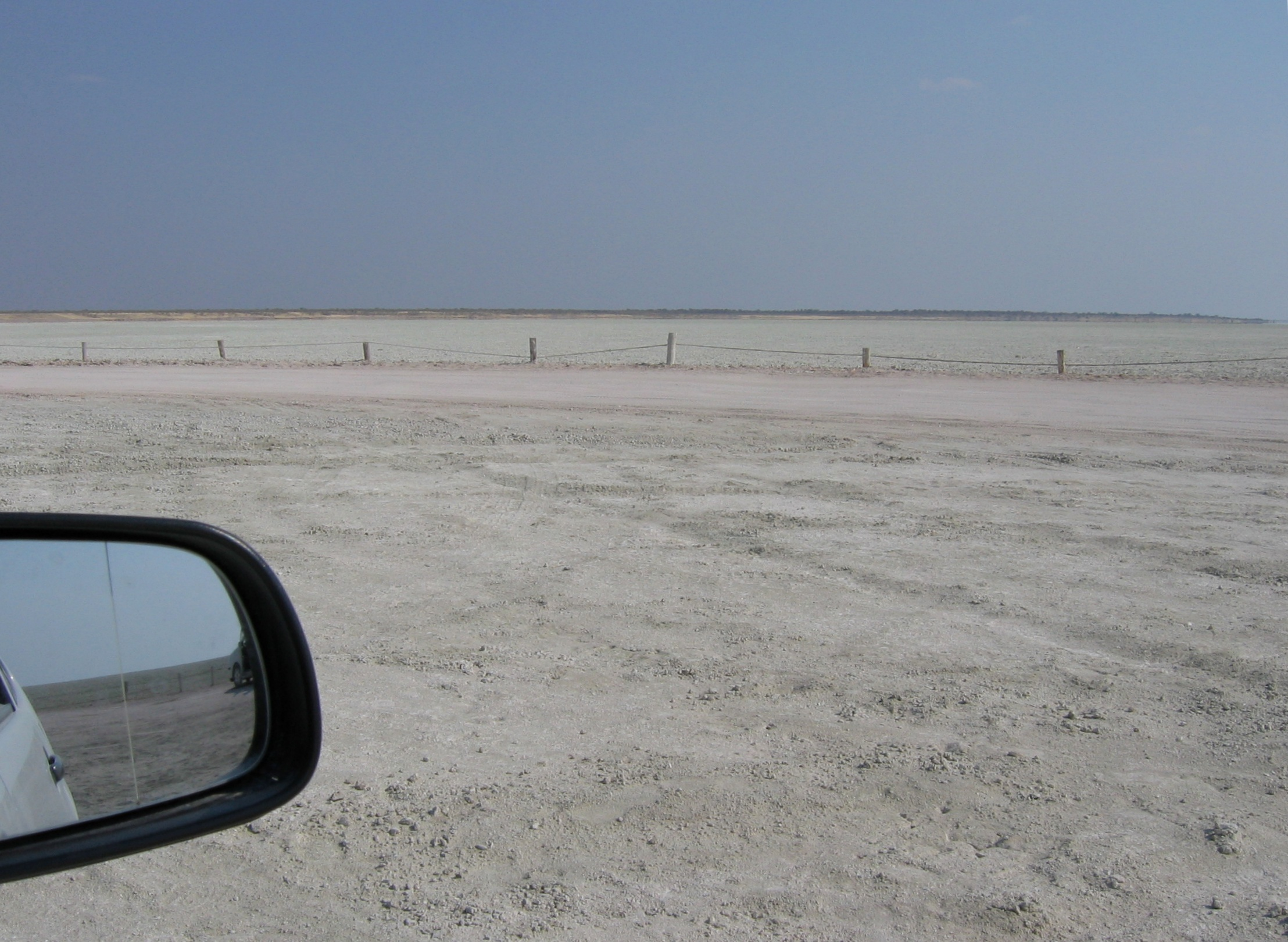
埃托沙鹽湖

1968年上映的美國電影《2001年太空漫遊》（2001: A Space Odyssey），其部分場景即是以此鹽湖為背景。

## 历史
在殖民地时期，欧洲探险家查尔斯·约翰·安德森和法蘭西斯·高爾頓在1851年成为第一批探访到此的非洲以外的人士。1876年美国旅行者McKeirnan也到访过此处。